# Helmut Polensky
Helmut Polensky (ur. 10 października 1915 roku w Berlinie, zm. 6 listopada 2011 roku) – niemiecki kierowca wyścigowy i rajdowy. Mistrz Europy w rajdach samochodowych w roku 1953.

## Kariera
Polensky rozpoczął karierę w międzynarodowych wyścigach samochodowych w 1950 roku od startów w Niemieckiej Formule 3, gdzie odniósł jedno zwycięstwo. Z dorobkiem sześciu punktów uplasował się tam na piątej pozycji w klasyfikacji generalnej. W tym samym roku uplasował się na trzynastej pozycji w wyścigu Kleinstrennwagen - Grenzlandringrennen oraz nie ukończył wyścigu Formuła 3 - Feldbergrennen. W późniejszych latach Niemiec pojawiał się także w stawce 24-godzinnego wyścigu Le Mans, gdzie w klasie S 1.5 w 1955 roku odniósł zwycięstwo.